# 西山圭二
西山 圭二（にしやま けいじ、1982年11月3日 - ）は、日本競輪選手会徳島支部に所属していた元競輪選手。徳島県小松島市出身。

## 来歴
徳島県立徳島商業高等学校時代、牛田成樹（1学年上、第81回に出場。元横浜DeNAベイスターズ）や阿竹智史（現：競輪選手）らとともに、第81回及び第82回全国高等学校野球選手権大会に出場。
その後、明治大学に入学し野球部に入部。野球部では一場靖弘、西谷尚徳らと同期。
卒業後は一般企業勤務を経て、高校の先輩にあたる小倉竜二（競輪学校第77期生）に師事して競輪学校第100期生となる。在校競走成績は16位（5勝）。
2011年7月7日、久留米競輪場でデビューし4着。初勝利は同年9月14日の佐世保競輪場。
2020年11月4日に選手登録を消除し現役を引退した。